# Снегирь (голубь)
Снегирь — декоративная порода голубей, отличающаяся металлическим блеском перьев. Снегири, наряду с другими разновидностями домашних голубей, являются потомками сизого голубя. Снегири популярны как декоративные птицы, благодаря своему эффектному внешнему виду. Это небольшие голуби, весом около 340 грамм, с гладкими ногами и тёмно-оранжевыми глазами. Часто может присутствовать небольшой хохолок на голове. Их отличает бронзовое или золотистое оперение тела, контрастирующее с крыльями, которые могут быть чёрными, белыми или синими. Размер кольца 9 мм. 
Снегирь является очень древней породой, наиболее вероятным местом её происхождения считают Далмацию. Заводчики поддерживают чистокровность породы, следуя её стандарту.

## Стандарт
Голова
Голова имеет удлиненную, узкую форму с небольшим изгибом и плоским лбом. Отличительная черта - хохолок, начинающийся в области плеч и поднимающийся к макушке, где формирует заостренный пик. Перья по бокам плеч образуют углубление, переходящее в хохолок, тянущийся по задней части шеи.
Глаза
Глаза выразительные, с темно-оранжевой радужной оболочкой. Вокруг глаз - узкое, едва заметное кольцо кожи светло-розового или телесного цвета.
Клюв
Клюв длинный, тонкий и прямой, с небольшим изгибом на кончике верхней части. Цвет клюва - светло-роговой, темнеющий к кончику.
Шея
Шея достаточно длинная и стройная, с плавно очерченным горлом.
Грудь
Грудь умеренно широкая и слегка выдающаяся вперед.
Спина
Спина покатая, плавно переходящая в хвост.
Крылья
Крылья средней длины, плотно прижаты к телу и не пересекают хвост. Концы крыльев немного не доходят до конца хвоста.
Хвост
Хвост длинный, узкий и плотно сложенный, немного длиннее крыльев. Важно, чтобы хвост не был слишком низким и не касался земли.

## Галерея

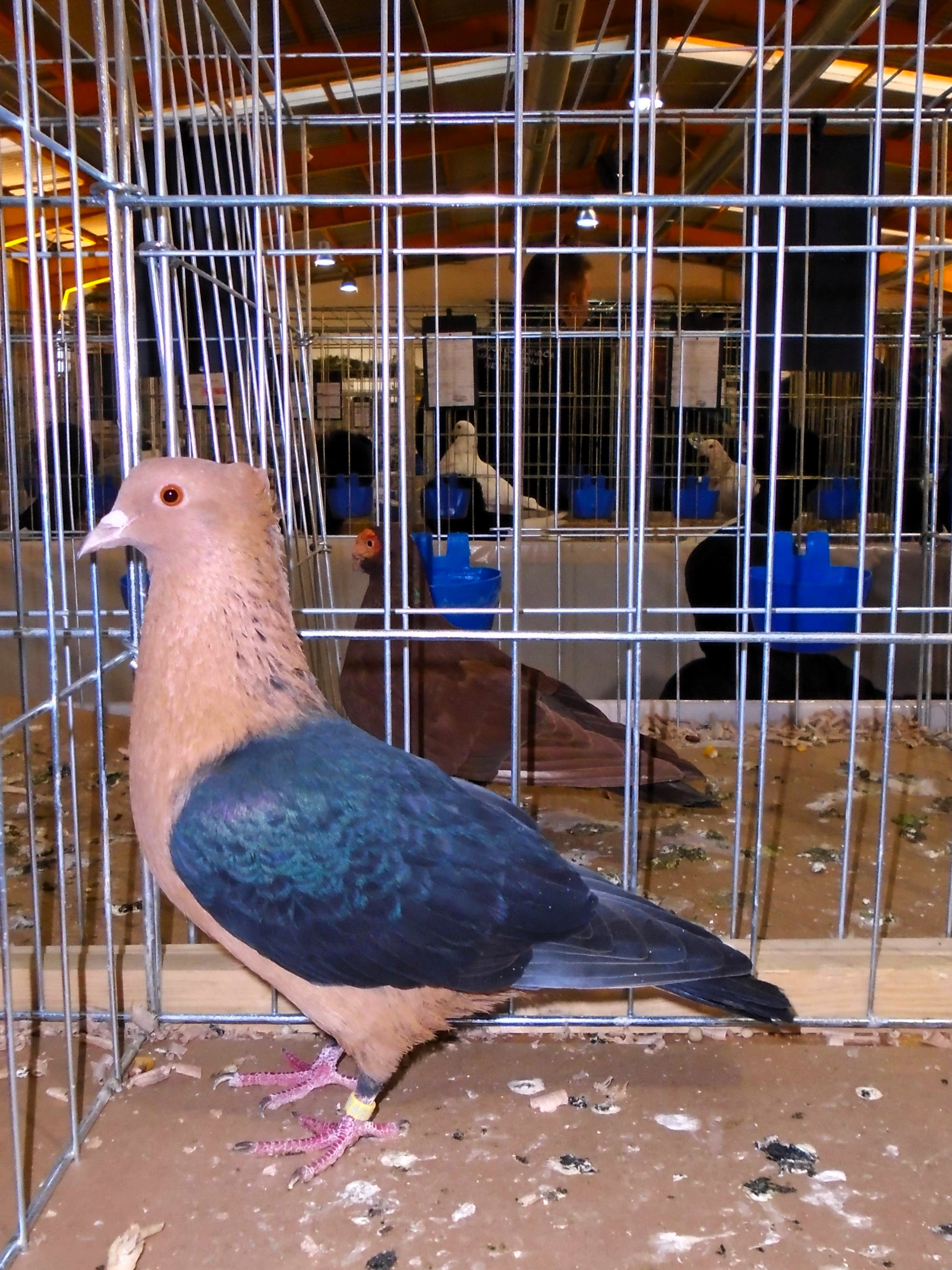
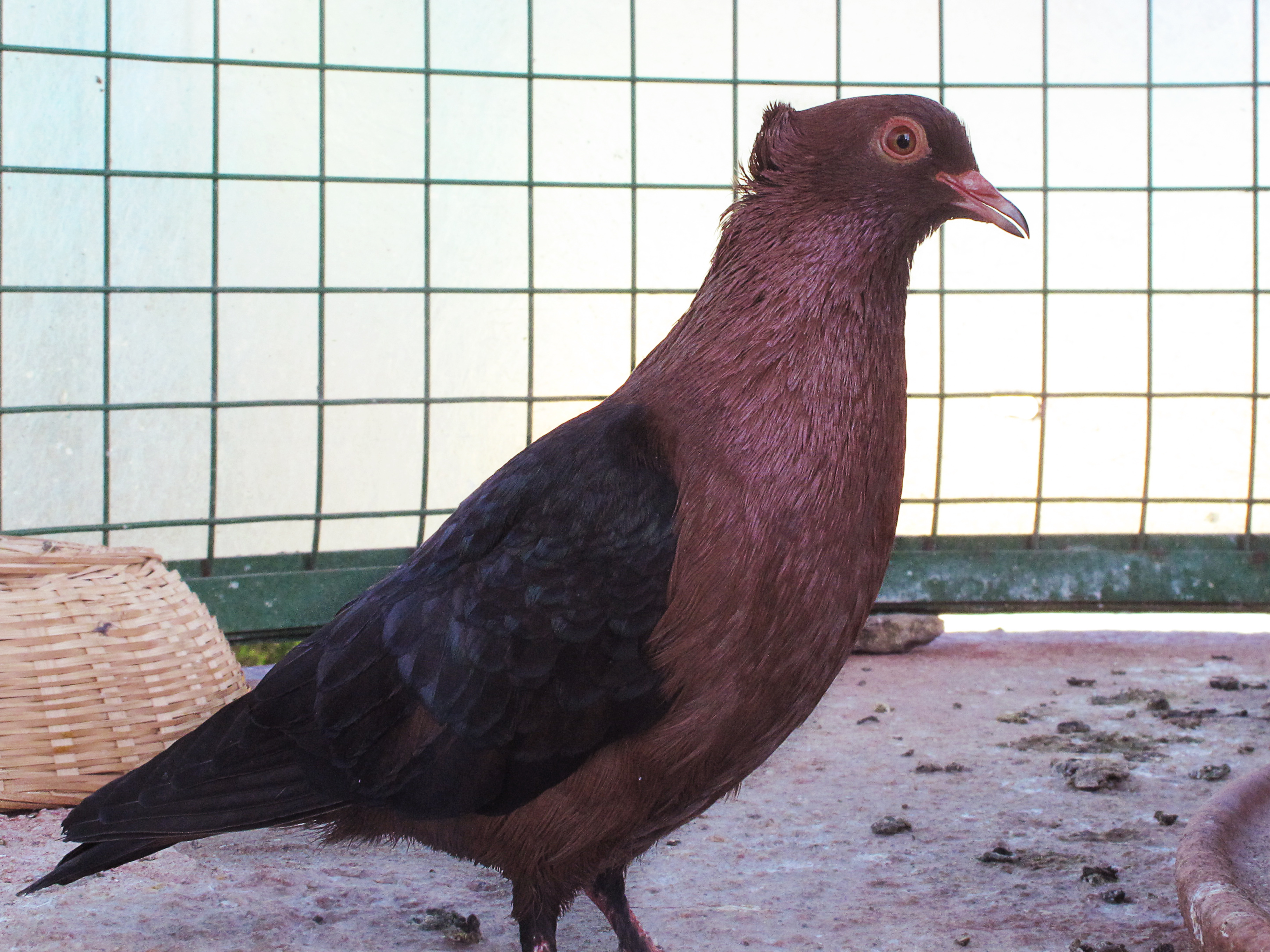
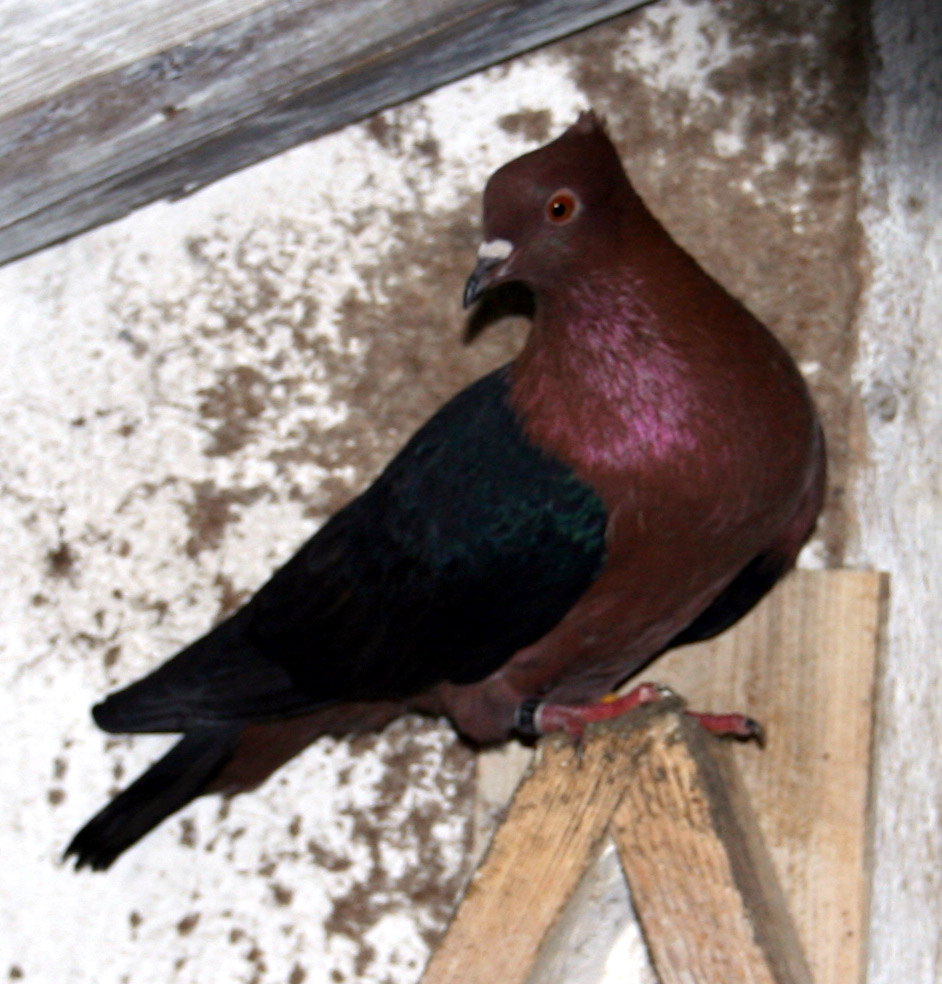
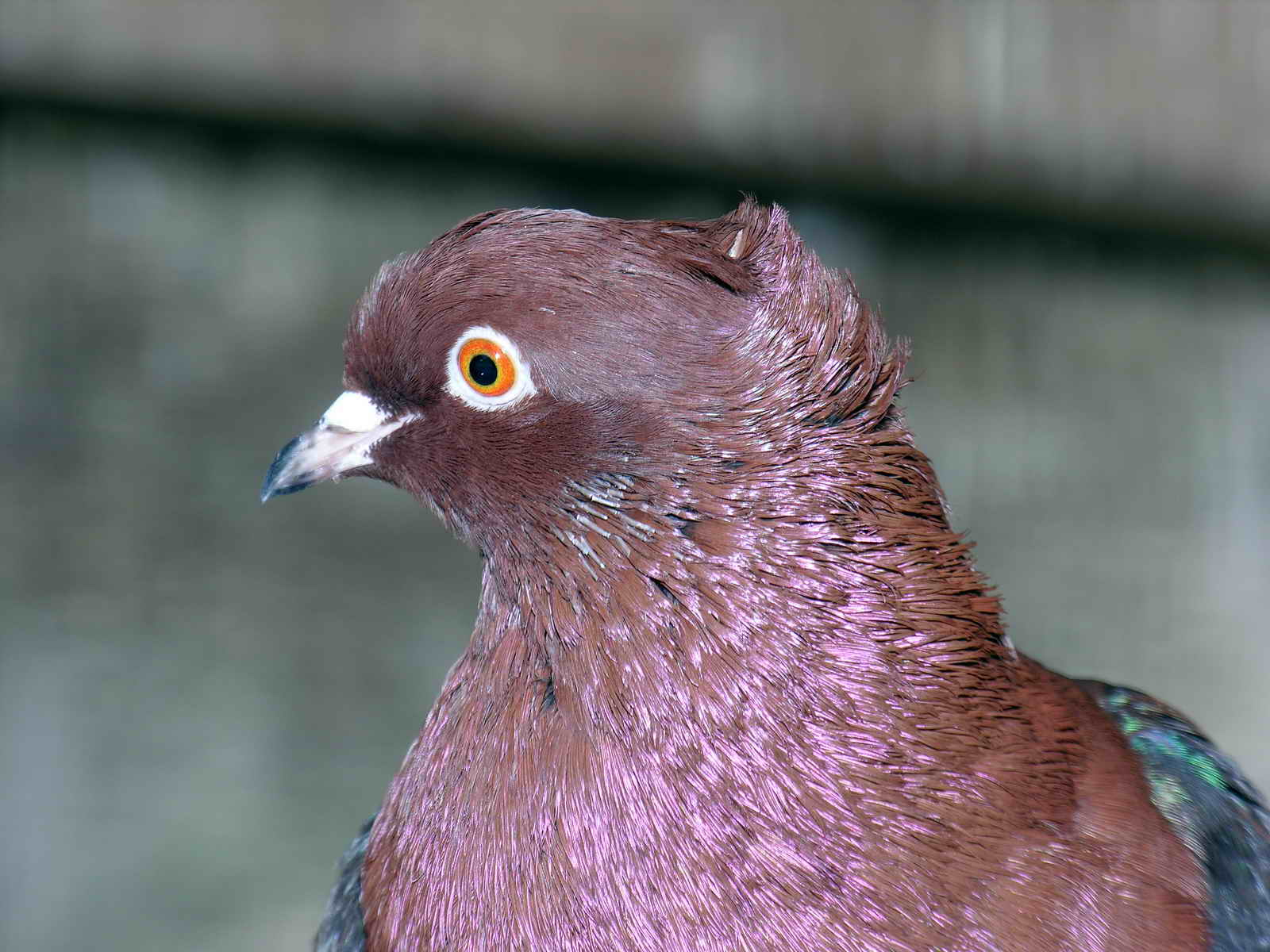
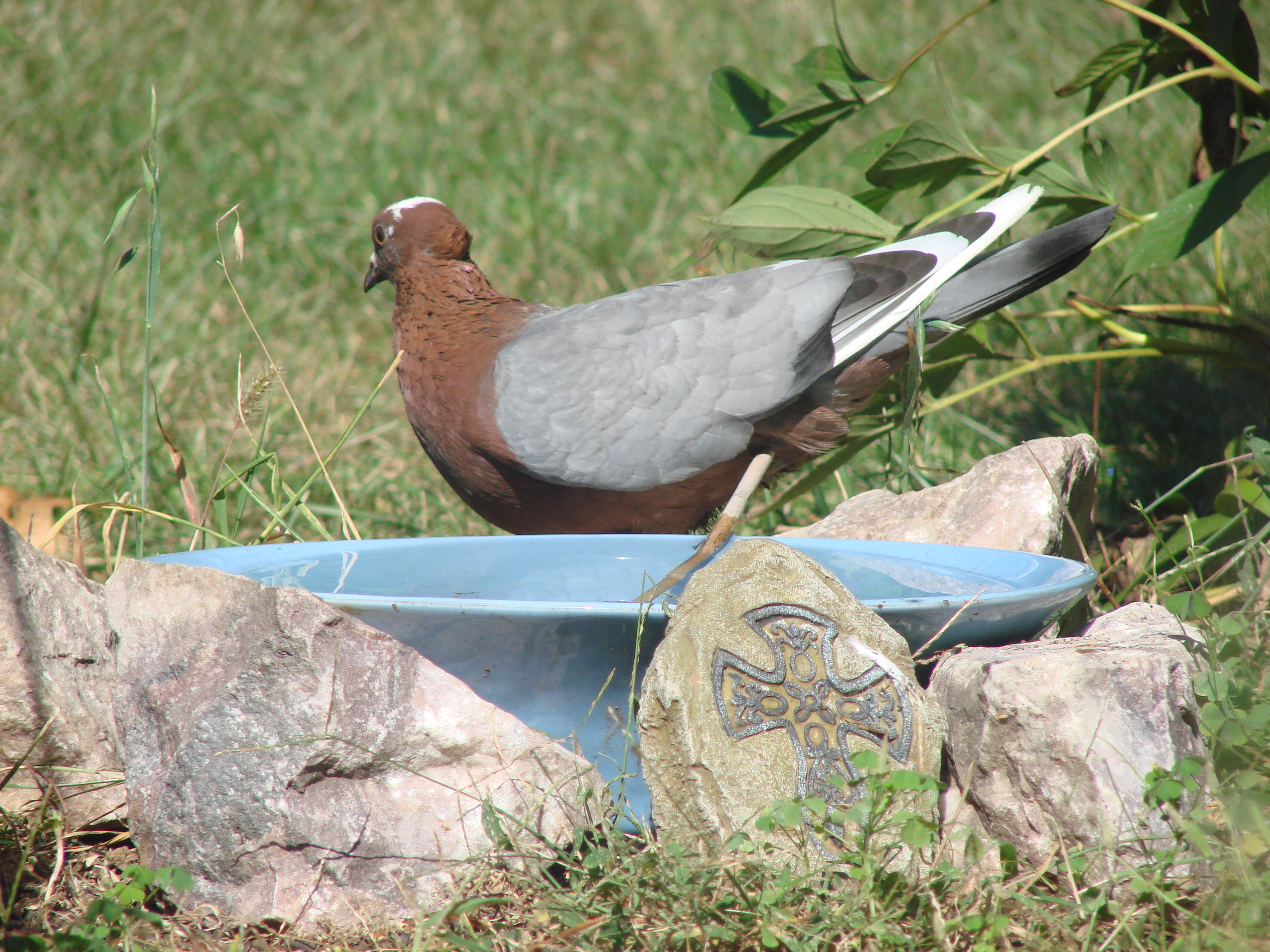
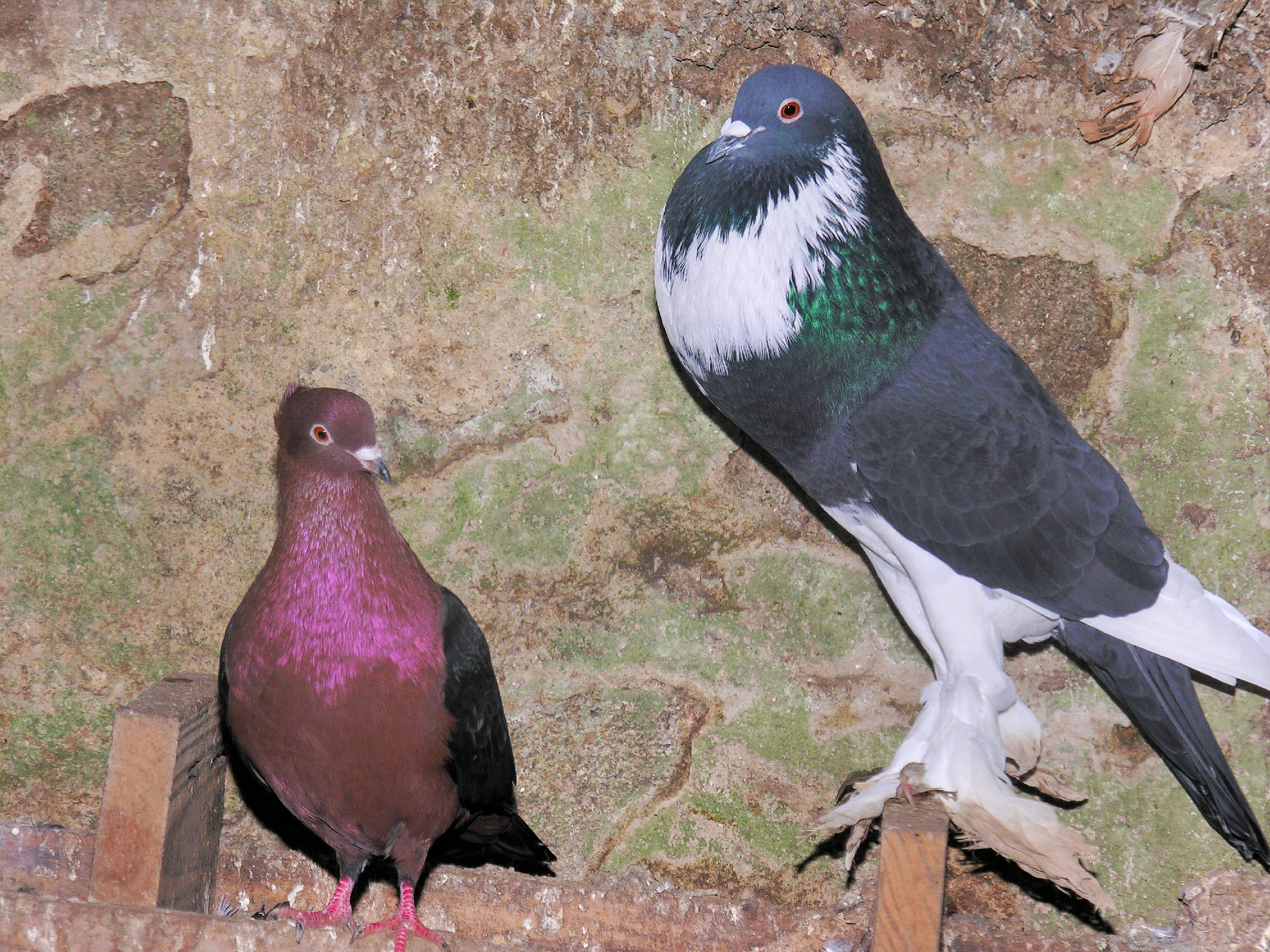
Снегирь и английский дутыш